# Archidendron cockburnii
Archidendron cockburnii är en ärtväxtart som beskrevs av Ivan Christian Nielsen. Archidendron cockburnii ingår i släktet Archidendron och familjen ärtväxter. Inga underarter finns listade i Catalogue of Life.